# Thomas Nelson Page

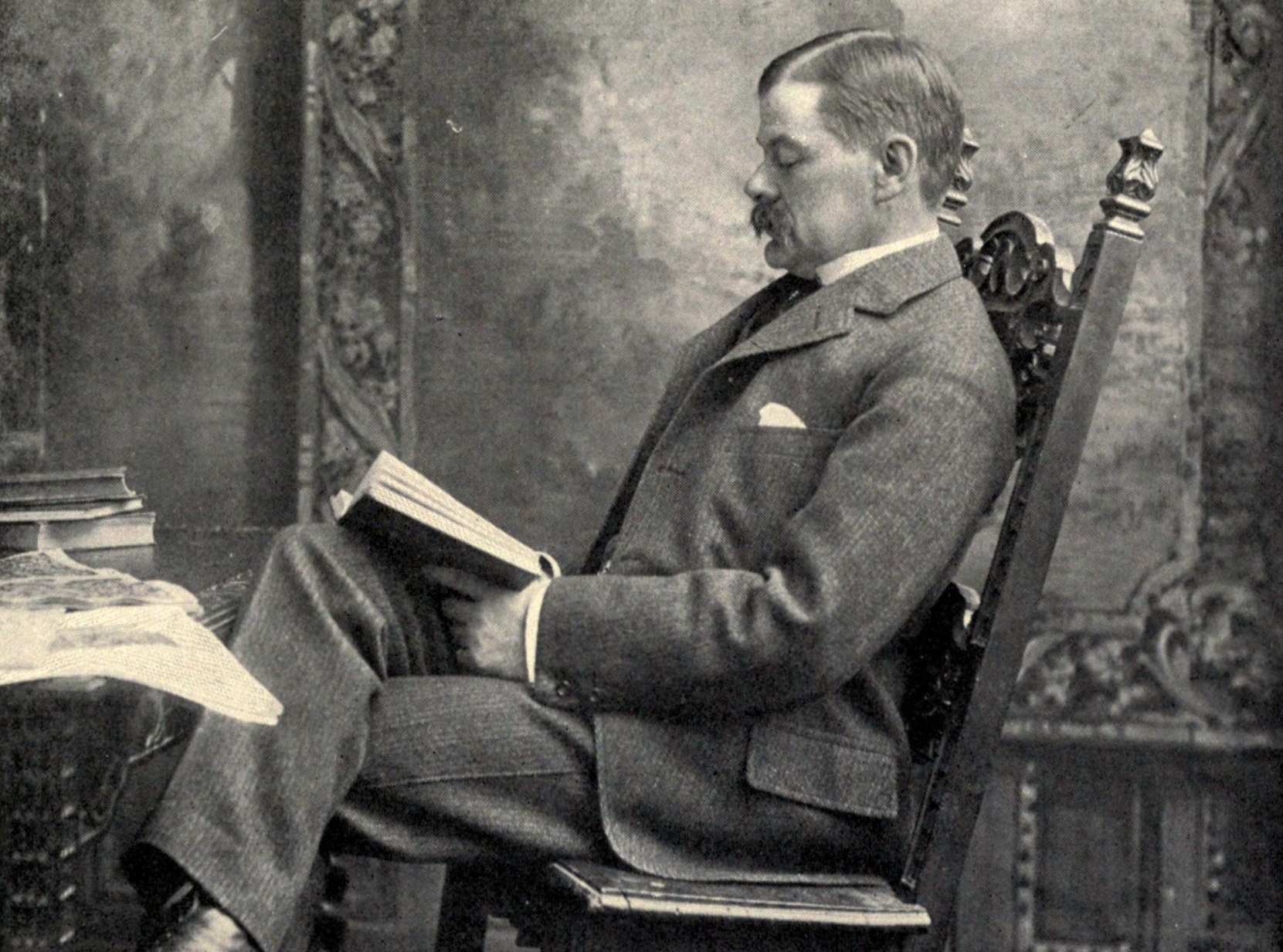
Thomas Nelson Page (1903)

Thomas Nelson Page (* 23. April 1853 im Hanover County, Virginia; † 1. November 1922 ebenda) war ein US-amerikanischer Diplomat und Schriftsteller, der vor allem durch die Erzählung In Ole Virginia bekannt wurde, die durch das Lokalkolorit und den Dialekt afroamerikanischer Südstaatler geprägt ist.
Page zählt zu den Autoren, die die alten, von Sklavenhaltung geprägten Südstaaten der USA romantisierten. Er entwickelte sich außerdem in den USA zu einer der einflussreichsten Stimmen, die an einer Rassentrennung festhalten wollten. Zu Beginn des 20. Jahrhunderts behauptete er, dass die große Mehrzahl an Vergewaltigern und Kriminellen „Farbige“ seien und dass 40 Jahre nach Ende des Amerikanischen Bürgerkrieges die überwältigende Mehrheit der Afroamerikaner ignorant und unmoralisch seien. Er verteidigte nicht nur Lynchjustiz als Recht des weißen Mannes, sondern hielt auch eine friedliche Koexistenz der Rassen für unmöglich.

## Leben
Nach dem Schulbesuch studierte er zunächst an der Washington and Lee University, die er jedoch 1872 ohne Abschluss verließ. Nach einem anschließenden einjährigen Studium an der University of Pennsylvania schloss er 1874 ein Studium der Rechtswissenschaft an der School of Law der University of Virginia ab und war nach seiner anwaltlichen Zulassung bis 1893 als Rechtsanwalt tätig.
1884 gab er sein schriftstellerisches Debüt mit Marse Chan und Meh Lady, dem in den nächsten Jahrzehnten zahlreiche weitere Romane und Erzählungen im Stil der Local color fiction folgten, die sich oftmals mit dem Leben und der Geschichte der Südstaaten sowie mit historischen Persönlichkeiten wie Robert E. Lee befassten. 1887 erschien seine bekannteste Erzählung In Ole Virginia in einem Band mit Marse Chan und anderen Geschichten. Zu seinen weiteren Veröffentlichungen gehören:
- Two Little Confederates (1888)
- Befo' de War (1888)
- On Newfound River (1891)
- Elsket and Other Stories (1891)
- The Old South (1892)
- Pastime Stories (1894)

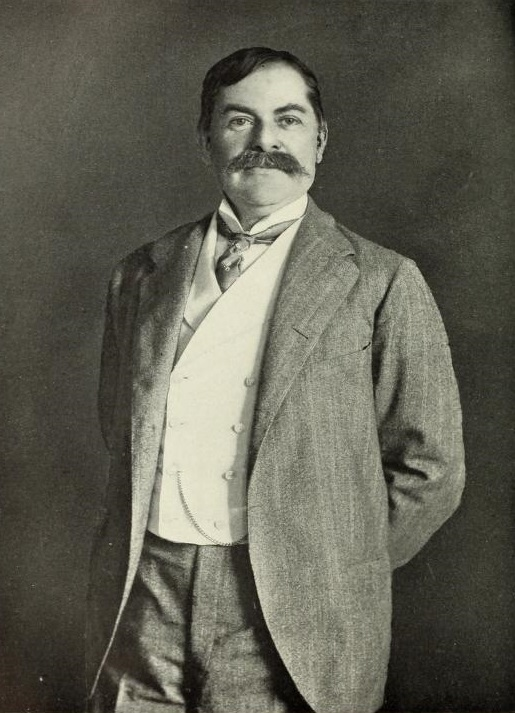
Thomas Nelson Page, 1903

- The Burial of the Guns; and Other Stories (1894, Kurzgeschichten)
- The Old Gentleman of the Black Stock (1897)
- Two Prisoners (1898)
- Red Rock (1898)
- Gordon Keith (1903)
- Bred in the Bone (1904)
- The Negro: The Southerner's Problem (1904)
- The Old Dominion: Her Making and Her Manners (1908)
- Robert E. Lee: The Southerner (1908)
- John Marvel, Assistant (1909)
- Robert E. Lee: Man and Soldier (1911)
- The Land of the Spirit (1913)
- The Stranger's Pew (1914)

1913 berief US-Präsident Woodrow Wilson ihn zum Botschafter der Vereinigten Staaten in Italien. Auf diesem Posten verblieb er während des gesamten Ersten Weltkrieges bis zu seiner Ablösung 1919. 1898 wurde er in die American Academy of Arts and Letters und 1918 in die American Academy of Arts and Sciences gewählt. Seine Erlebnisse und Erfahrungen in Italien verarbeitete Page schließlich 1920 in seinen Memoiren mit dem Titel Italy and the World War.
Page war von Juli 1886 bis zu ihrem Tod mit Anne Seddon Bruce (1867–1888), einer Nichte von James Alexander Seddon, verheiratet. In zweiter Ehe war er von 1893 bis zu ihrem Tod mit Florence Winthrop Lathrop (1858–1921), einer Großnichte von James Barbour, verheiratet. Florence war zuvor mit Henry Field, einem Bruder von Marshall Field, verheiratet gewesen. Beide Ehen waren kinderlos.

## Hintergrundliteratur
- Douglas A. Blackmon: Slavery by Another Name: The re-enslavement of black americans from the civil war to World War Two, Icon Books, London 2012, ISBN 978-1-84831-413-9
- Rosewell Page: Thomas Nelson Page. A Memoir of a Virginia Gentleman. By his Brother. C. Scribner’s Sons, New York NY 1923 (Reissue: Kennikat Press, Port Washington NY 1969).
- Theodore L. Gross: Thomas Nelson Page. Twayne, New York NY 1967 (Twayne’s United States Authors Series 11).
- H. Holman: The Litererary Career of Page, 1884-1910 (1978)